# Anna Bachratá
Anna Bachratá (* 1995) ist eine tschechische Unihockeyspielerin, die seit 2020  beim schweizerischen Nationalliga-A-Verein Floorball Riders Dürnten-Bubikon-Rüti unter Vertrag steht.

## Karriere
Bachratá debütierte für die Bulldogs Brno und wechselte 2020 in die Schweiz zu den Floorball Riders Dürnten-Bubikon-Rüti.